# Wiener Sonn- und Montags-Zeitung

Titelblatt der Wiener Sonn- und Montags-Zeitung vom 7. Mai 1900

Die Wiener Sonn- und Montags-Zeitung war eine österreichische Wochenzeitung, die zwischen 1863 und 1936 erschien. 

## Geschichte
Die Wiener Sonn- und Montags-Zeitung wurde 1863 von Alexander Scharf als Wiener Sonntagszeitung gegründet. Die erste Ausgabe erschien am 26. April 1863, die Zeitung wurde in der Folge um etwa 14 Uhr an Sonn- und Feiertagen in Umlauf gebracht. Ab dem 26. Mai 1867 wurde das Angebot um ein Montagfrühblatt ergänzt und der Titel der Zeitung in Wiener Sonn- und Montags-Zeitung geändert. Noch im selben Jahr wurde die Sonntags- von der Montagsausgabe getrennt, die Sonntagsausgabe wurde jedoch 1885 eingestellt. Dennoch blieb der Titel der Zeitung unverändert.
Nach dem Ersten Weltkrieg blieb die Wiener Sonn- und Montags-Zeitung bis 1920 unter der Leitung von Herausgeber Julius Scharf. Danach übernahm Ernst Klebinder die Nachfolge, der der Zeitung eine sensationelle Aufmachung verpasste. Die Anzahl der Illustrationen wurden erhöht, der Leitartikel durch eine aktuelle Karikatur ersetzt. Zudem wurde ab 1922 die Sportberichterstattung ausgeweitet und 1925 eine eigene Bildzeitung eingeführt. Ab 1927 wurde als Nebenausgabe die Wiener Morgenpost herausgegeben. 

## Politische Ausrichtung
Die Zeitung unterstützte zunächst die Politik von Anton von Schmerling und trat gegen Richard Belcredi auf. Sie vertrat eine mäßig liberale Blattlinie und wandte sich später dezidiert gegen Karl Lueger und den von ihm vertretenen Antisemitismus. Außenpolitisch verfolgte die Wiener Sonn- und Montags-Zeitung eine antipreußische und antirussische Linie. In den 1870er Jahren trat die Zeitung gegen die Türkei auf und unterstützte die Okkupation von Bosnien. Während des Ersten Weltkriegs gab sich die Zeitung betont patriotisch, setzte sich jedoch gleichzeitig für einen Verständigungsfrieden ein. Nach dem Ersten Weltkrieg verfolgte die Zeitung eine linksliberale Blattlinie und war gegen die Christlichsoziale Partei ebenso wie die Nationalsozialisten eingestellt. Die Zeitung unterstützte hingegen die Politik von Johann Schober und von Engelbert Dollfuß. 

## Inhaltliche Ausrichtung
Inhaltlich bestand die Wiener Sonn- und Montags-Zeitung vor allem aus einem Politik-, Wirtschafts-, Lokal- und Feuilletonteil. Der Politikteil umfasste dabei neben mehreren Leitartikeln die aktuellen Nachrichten und eine Zeitungsschau in- und ausländischer Zeitungen. Die Schwerpunkte des Wirtschaftsressorts lagen in der Darstellung telegraphischer Kursberichte, das Feuilleton konzentrierte sich auf lokale Themen. Die Lokalberichterstattung hatte nur eine geringe Relevanz. Bekannt waren die von Alexander Landesberg verfassten „Lokalzugs-Studien“ sowie seine unter dem Namen „Schnüferl“ erschienenen „Theaterplaudereien“. Zudem war ab 1933 der publizistische Agitator gegen den Nationalsozialismus und für ein unabhängiges Österreich, Karl Tschuppik, für das Blatt tätig. Weitere Journalisten des Blattes waren Carl Kohn, Julius Michaelek, Alexander Roda Roda, Camilla Theimer, Alfred Polgar, Fritz Löhner-Beda und Julius Scharf.
Nachdem der inhaltliche Schwerpunkt vor allem in der Berichterstattung über die wirtschaftlichen und lokalen Probleme gelegen war, flossen nach der wirtschaftlichen Konsolidierung wieder verstärkt außenpolitische Themen in die Berichterstattung ein und der Zeitung wurde wieder ein seriöserer Auftritt verpasst. Mit dem 27. April 1936 wurde die Zeitung eingestellt.